# Erica marojejyensis
Erica marojejyensis är en ljungväxtart som beskrevs av Laurence J. Dorr. Erica marojejyensis ingår i släktet klockljungssläktet, och familjen ljungväxter. Inga underarter finns listade i Catalogue of Life.